# Кутопьюган
Кутопьюга́н (хант. Кутоп ёхан, нен. Ер” яха) — село в Надымском районе Ямало-Ненецкого автономного округа России.

## География
Расположено в устье реки Кутопъёган на южном берегу Обской губы (Надымской Оби), в 134 км к северо-западу от райцентра, города Надым (по прямой).

## Население
| 1989 | 2002 | 2010 | 2021 |
| ---- | ---- | ---- | ---- |
| 634  | ↗849 | ↘824 | ↗864 |

## История
Первые упоминания о населённом пункте Кутопьюган относятся к концу XVIII — началу XIX века, он был перевалочной базой ненцев из лесного района. Кутоп ёхан в переводе с хантыйского означает «средняя река», схожий перевод имеет ненецкий вариант названия села — Ер" яха. В устье реки Кутопъёган, на её правом высоком берегу и расположился посёлок, который первоначально развивался, как пункт обмена пушнины и оленьего мяса на соль, хозяйственную утварь, орудия лова, порох, дробь. Основную массу жителей посёлка представляют потомки кочевых оленеводов, охотников, рыбаков: Анагуричи, Неркагы, Салиндер, Тибичи.
В документах архивного фонда и-703 «Хэнский миссионерский стан» в путевом журнале собеседований Хэнского миссионерского стана за 1905 г. значится населенный пункт «Норе», а в акте № 19 книги актов Никольского молитвенного дома Хэнского Миссионерского стана Обдорской духовной миссии за 11 сентября 1908 г. населенный пункт «Кутуп-юган».
Одно из первых официальных упоминаний встречается в справочном издании «Список населенных пунктов и административное деление Тобольского округа Уральской области» 1926 г. в Хэнском сельсовете на л. 28 значатся: № 544 Кутон-Юган, песок, количество дворов 4, количество жителей 23; № 544б Нори, поселок, фельдшерский пункт, школа I ступени, фактория «Обь-Треста», количество дворов 35, количество жителей 185.
С 2005 до 2020 гг. являлось административным центром сельского поселения Кутопьюганское, упразднённого в связи с преобразованием муниципального района в муниципальный округ.

## Улицы
Уличная сеть села состоит из 9 улиц.